# Équipe cycliste DC Bank
L'équipe cycliste DC Bank est une équipe cycliste canadienne créée en 2012 et ayant eu le statut d'équipe continentale de 2015 à sa disparition à l'issue de la saison 2019. Jusqu'en 2018, l'équipe se nommait H&R Block.

## Histoire de l'équipe
L'équipe court ses trois premières saisons sous la forme d'une équipe de club.
L'équipe devient continentale en 2015. Baptisée M1 Pro Cycling, elle est lancée au cours de l'année 2014. La structure, nommée M1 Sports Management et dirigée par Mark Ernsting, signe un contrat de sponsoring avec l'entreprise H&R Block, déjà sponsor d'une équipe amateur. Pour sa première saison, en 2015, l'équipe H&R Block a le statut d'équipe continentale. Les dirigeants de l'équipe ont l'ambition d'en faire à terme une équipe WorldTour.
Treize coureurs constituent initialement l'effectif : Félix Côté-Bouvette, Adam de Vos, Peter Disera, Nathan Elliott, Florenz Knauer (à partir du 6 juillet), Ryan MacDonald, Bailey McKnight, Garrett McLeod, James Piccoli (jusqu'au 30 juin), Jure Rupnik, Travis Samuel, Jacob Schwingboth (à partir du 16 juin) et Stuart Wight. Le manager général est Mark Ernsting et le directeur sportif est Luca Segato.
Elle ne repart pas lors de la saison 2020. Le sponsor DC Bank rejoint l'équipe canadienne Probaclac qui est renommée DC Bank/Probaclac.

## Championnats nationaux
- Championnats du Canada sur piste : 1
  - Américaine : 2015 (Jacob Schwingboth)

## Classements UCI
L'équipe participe aux circuits continentaux et principalement à des épreuves de l'UCI America Tour. Les tableaux ci-dessous présentent les classements de l'équipe sur les différents circuits, ainsi que son meilleur coureur au classement individuel.
UCI America Tour
| Saison | Classement par équipes | Meilleur coureur au classement individuel |
| ------ | ---------------------- | ----------------------------------------- |
| 2015   | 24e                    | Adam de Vos (57e)                         |
| 2016   | 37e                    | Danick Vandale (341e)                     |
| 2017   | 26e                    | Ryan MacAnally (119e)                     |
| 2018   | 29e                    | Marc-Antoine Nadon (202e)                 |
| 2019   | 18e                    | Matthew Zimmer (120e)                     |
| 2020   | -                      | -                                         |

L'équipe est également classée au Classement mondial UCI qui prend en compte toutes les épreuves UCI et concerne toutes les équipes UCI.
| Saison | Classement par équipes | Meilleur coureur au classement individuel |
| ------ | ---------------------- | ----------------------------------------- |
| 2016   | -                      | Danick Vandale (2007e)                    |
| 2017   | -                      | Travis Samuel (944e)                      |
| 2018   | -                      | Sindre Bjerkestrand Haugsvær (861e)       |
| 2019   | 156e                   | Marko Pavlič (949e)                       |
| 2020   | -                      | -                                         |

## DC Bank Pro Cycling Team en 2019
| Cycliste             | Date de naissance | Nationalité | Équipe 2018             |  |
| -------------------- | ----------------- | ----------- | ----------------------- |  |
| Jake Cullen          | 9 août 1996       | Canada      |                         |  |
| Gregory Daniel       | 8 novembre 1994   | États-Unis  | Trek-Segafredo          |  |
| Eder Frayre          | 20 octobre 1991   | Mexique     | Elevate-KHS Pro Cycling |  |
| Joshua Kropf         | 8 août 1996       | Canada      |                         |  |
| Antoine Leplingard   | 23 mars 1995      | France      |                         |  |
| Emiliano Mirafuentes | 27 décembre 1999  | Mexique     |                         |  |
| Eugenio Mirafuentes  | 27 décembre 1999  | Mexique     |                         |  |
| Marko Pavlič         | 9 février 1993    | Slovénie    | H&R Block Pro Cycling   |  |
| Jure Rupnik          | 28 octobre 1993   | Slovénie    | H&R Block Pro Cycling   |  |
| Travis Samuel        | 18 octobre 1994   | Canada      | Silber Pro Cycling      |  |
| Thomas Schellenberg  | 8 août 2000       | Canada      |                         |  |
| Jean-Denis Thibault  | 11 juillet 1998   | Canada      | H&R Block Pro Cycling   |  |
| Matt Zimmer          | 24 avril 1993     | États-Unis  |                         |  |